# جيك توماس (لاعب كرة قدم كندية)
جيك توماس هو لاعب كرة قدم كندية كندي، ولد في 23 أكتوبر 1990 في Douglas, New Brunswick ‏ في كندا.